# ポセイドン・アドベンチャー (映画)
『ポセイドン・アドベンチャー』（原題：The Poseidon Adventure）は、1972年のアメリカ合衆国のパニック映画。1969年に出版されたポール・ギャリコの同名小説をもとに、ロナルド・ニームが監督、アーウィン・アレンが製作した本作には、5人のオスカー受賞者（ジーン・ハックマン、アーネスト・ボーグナイン、ジャック・アルバートソン、シェリー・ウィンタース、レッド・バトンズ）を含むアンサンブルキャストが出演している。架空の豪華客船「ポセイドン号」は、スクラップになる前にニューヨークからアテネに向けて最後の航海に出発する。大晦日の夜、ポセイドン号は津波によって転覆し、乗客や乗組員が船内に閉じ込められてしまう。様々な困難を迎える中、牧師が生存者のグループを安全に導こうとする姿が描かれる。
この作品は、『大空港』（1970年）、『大地震』（1974年）、『タワーリング・インフェルノ』（1974年）など、1970年代前半から中盤にかけてのオールスター共演パニック映画を代表する作品の一つである。本作は1972年12月に公開され、全世界で1億2,500万ドル以上を稼ぎ出し、1973年の最高興行収入を記録した。また、アカデミー賞2部門、ゴールデングローブ賞、英国アカデミー賞、全米音響効果監督組合のゴールデン・リール賞を受賞した。後年、同じくギャリコの小説を原作とした続編『ポセイドン・アドベンチャー2』が1979年に公開された。

## あらすじ
81,000トンの豪華客船「ポセイドン号」は1,400名の乗客を乗せ12月にニューヨークを出港し、ギリシャのアテネを目指して航海に出た。だがこの豪華客船のハリソン船長（レスリー・ニールセン）は、この船の重心が高くバラスト（底荷）を十分に注入していないので、大波による転覆を恐れていた。そのためスピードを上げずに船を進め、微速前進状態でバラスト注入を開始する。しかし船主代理のライナーコスはそれを認めず、予定を3日も遅れていると船長を叱責し、スピードを上げることを要求した。ポセイドン号は現地で解体が予定されている老朽船であり、作業員も確保しているため、到着日の遅れは会社にとって経済的負担が大きいからであった。船長はやむなく全速でポセイドン号を進ませることとなる。
ところがクレタ島の南西130マイルの沖合で海底地震が起こったとの情報がはいる。奇しくもその日は大晦日であり、その夜に大食堂ホールでパーティーが開かれていた。
新年を迎えたその直後、地震の影響で起きた大津波がポセイドン号に左舷から迫る。見張りからの一報を受けた船長はモールス係のスパークスにメーデーの送信を命ずる。間もなく、津波は32メートルの高さでポセイドン号を襲い、船はあっと言う間に転覆した。それまでの上部が足元に、足下が頭の上部へとひっくり返ることになる。ホールで新年を祝う「オールド・ラング・サイン」を斉唱していた船客らは、サイレン音を聞き危機を知るが、なすすべもなく投げ出される者、落下し壁に叩きつけられる者、落ちてきたテーブルや物品の下敷きになる者などが続出し、まさに阿鼻叫喚の場となった。
転覆し上下が180度回転した大食堂ホールには、転覆直後にはまだ相当数の生存者がいた。客船のパーサーは「救援隊が来るまでここで待機する」と訴える。しかし独身で雑貨商を営むジェームズ・マーティン（レッド・バトンズ）が「船底へ行けば救助隊に近づける」と提案。破天荒な説教でも知られたフランク・スコット牧師（ジーン・ハックマン）がそれを聞き同意。生存者たちに上へ行くことを訴えた。彼は留まっていれば海面下にあるこのホールはやがて浸水して皆死ぬので、上に上がり「船底」（この場合は船の最下部でなく、船の最上部となる）の竜骨付近に行き、そこで救援隊を待とうという意見を主張した。ホールの上には洗濯室があり、そこにボーイのエイカーズ（ロディ・マクドウォール）がいた。
上る手段としてホールに備え付けられていた大きなクリスマスツリーをはしご代わりにたてかけた。最初にロビン・シェルビー少年（エリック・シーア）が上り、続いて姉のスーザン・シェルビー（パメラ・スー・マーティン）、リンダ・ロゴ（ステラ・スティーヴンス）、リンダの夫でニューヨーク市警察の刑事マイク（アーネスト・ボーグナイン）、イスラエルに住む初孫の顔を見るのが楽しみだと語っていたマニー・ローゼン（ジャック・アルバートソン）、妻のベル・ローゼン（シェリー・ウィンタース）、ジェームズ・マーティンとマーティンに声をかけられた兄や仲間のバンドメンバーを全て失った歌手ノニー・パリー（キャロル・リンレイ）の順でそれぞれ上っていった。
さらにスコット牧師は広間に海水がなだれ込む前に上に行かねばならないと訴える。しかしパーサーは頑として聞かず、「牧師は船のことは何も知らない。ついて行くな」と乗客に命令する。スコット牧師はジョン牧師（アーサー・オコンネル）にも一緒に行くよう説得するが、ジョン牧師は「この人たちを置いてはいけない」とその場にとどまる。
最後にスコット牧師自身が上に上り、残りの生存者へ「海水はいつかはなだれ込んでくる。ここにいれば確実に死ぬんだぞ」と説得をしたが、「我々はパーサーを信じる」と人々は耳を貸さなかった。あきらめて一行が前へ進みかけたとき、船の中で爆発がおき、壁の窓ガラスやステンドグラスが割れホールに水がなだれこんできた。人々はパニックに陥りツリーに殺到、あまりにも多数の人間が一度にしがみついたためにツリーは倒れてしまう。泣き叫ぶ人々の声を聞きながらもスコット牧師にはどうすることもできなかった。
スコットに付いてきた8人と、もともと上にいたボーイのエイカーズ、スコット牧師の合わせて10人で船尾の機関室を目指すことになる。上下さかさまとなった船を上へと登る、生きるための行動が開始された。

## キャスト
フランク・スコット - ジーン・ハックマン
格闘家、スポーツ選手と異色の経歴を持つ牧師。かなりの現実主義者で「神は一人ひとりの面倒を見ている暇はない。人間は自ら努力して苦しみを解決しなければならない」「祈りだけでは問題は解決しない。人は行動しなければならない」という独自の思想を持つ。
「神は弱きものは救わない」と遠回しに弁舌していることからアメリカ国内の教会を追われ、アフリカの新興国の教会に向かう為ポセイドン号で移動している。
マイク・ロゴ - アーネスト・ボーグナイン
ニューヨーク市警の警部補。強面の刑事であり、妻のリンダとともに新婚旅行でナポリ、ローマ、ベニス、トリノといったイタリアを訪れるためにポセイドン号に乗船する。事あるごとにスコット牧師と衝突をする。根は実直な人物。娼婦のリンダと出会い、その仕事から遠ざけるため（告白を遠回しに）6回も彼女を逮捕した。
ジェームズ・マーティン - レッド・バトンズ
雑貨屋の店主。多忙ゆえに出会いがなく、独身で恋人もいない。乗船中は船内をジョギングして体を鍛えるなど、まめな性格。
ノニー・パリー - キャロル・リンレイ
ジブラルタルから乗船したバンドの女性。ボーカル担当。ギター担当の兄たちとシシリーのジャズフェスティバルに行くため、船賃代わりに演奏を担当している。彼女が歌う「Morning After」は本編の主題歌にもなっている。
エイカーズ - ロディ・マクドウォール
船員のボーイ。原作ではエーカーとピーターズという二人の人物がボーイとして登場するが映画では、その二人をまとめエイカーズとなった。
リンダ・ロゴ - ステラ・スティーヴンス
マイクの妻で元娼婦。マイクに６回も逮捕されるが結婚する。彼の純粋さを理解しているが、同時に頭に血が昇りやすい性格も分かっているため彼が口論している際は仲裁する立場に回る。昔の商売柄口が悪い。何度も周囲の人に向かって「shut up！」（黙って！）と叫んでいる。
ベル・ローゼン - シェリー・ウィンタース
ユダヤ人老夫婦の夫人。孫に渡すためのペンダントを大切に持つ。現在は肥満しているものの、元水泳選手であり17歳の時に潜水大会のチャンピオンとなったことがある。パーティ席上では、恋人のいないマーティンを心配する。
マニー・ローゼン - ジャック・アルバートソン
ユダヤ人老夫婦の夫。子どもや孫の住むイスラエルに行くため夫婦で乗船する。シナイ山に行くことをベルに提案したが孫とゆっくりしたいというベルに断られる。
スーザン・シェルビー - パメラ・スー・マーティン
姉弟で乗船するロビンの姉。17歳の少女。弟の世話を焼く。スコット牧師に淡い恋心を抱いている。
ジョン - アーサー・オコンネル
スコットの先輩牧師。スコットの説教が人を引き付けることは理解しているものの「神は弱きものにこそ必要」だとスコットの考えを咎める。
ロビン・シェルビー - エリック・シーア
姉弟で乗船するスーザンの弟。12歳の少年。サーフィンをやっている。船内を探索することが好きで、船員ともすっかり顔なじみとなっている。
船医 - ジャン・アーヴァン
転覆後も生存し、脱出できるのは船首だけだと判断し、他の生存者を引きつれて沈みかけている船首へ向かう。
看護婦 - シーラ・マシューズ
転覆後も生存しており、船医とともに船首を目指す。途中で遭遇した牧師に「一緒に来てください」と呼びかける。
ライナーコス - フレッド・サドフ
造船会社のオーナー。
ハリソン船長 - レスリー・ニールセン
ポセイドン号船長。老朽し最後の航海となったポセイドン号を指揮する。速度を落としバラストを注入し慎重に航行しようとするものの、船会社オーナー代理人からの強引な命令に逆らえず、速度を上げたことで事故の一因を作る。

## 日本語吹替
| 役名                   | 俳優                     | 日本語吹替                        | 日本語吹替                                                            | 日本語吹替                                        | 日本語吹替 | 日本語吹替                                                    |
| 役名                   | 俳優                     | TBS版                             | LD版                                                                  | 日本テレビ版                                      | テレビ朝日版 （吹替補完版） | BS-TBS版                                                      |
| ---------------------- | ------------------------ | --------------------------------- | --------------------------------------------------------------------- | ------------------------------------------------- | --- | ------------------------------------------------------------- |
| フランク・スコット     | ジーン・ハックマン       | 小林昭二                          | 内海賢二                                                              | 小林勝彦                                          | 磯部勉 | 石塚運昇                                                      |
| マイク・ロゴ           | アーネスト・ボーグナイン | 富田耕生                          | 富田耕生                                                              | 藤岡重慶                                          | 坂口芳貞 | 辻親八                                                        |
| ジェームズ・マーティン | レッド・バトンズ         | 羽佐間道夫                        | 村越伊知郎                                                            | あずさ欣平                                        | 富山敬 （飛田展男） | 多田野曜平                                                    |
| ノニー・パリー         | キャロル・リンレイ       | 鈴木弘子                          | 山田栄子                                                              | 山本千鶴                                          | 佐々木優子 | 坂本真綾                                                      |
| エイカーズ             | ロディ・マクドウォール   | 富山敬                            | 納谷六朗                                                              | 徳丸完                                            | 佐古正人 （小森創介） | 浪川大輔                                                      |
| リンダ・ロゴ           | ステラ・スティーヴンス   | 小原乃梨子                        | 平井道子                                                              | 小原乃梨子                                        | 吉田理保子 | 勝生真沙子                                                    |
| ベル・ローゼン         | シェリー・ウィンタース   | 寺島信子                          | 中西妙子                                                              | 高村章子                                          | 藤波京子 | 堀越真己                                                      |
| マニー・ローゼン       | ジャック・アルバートソン | 千葉耕市                          | 北村弘一                                                              | 松村彦次郎                                        | 永井一郎 | 中博史                                                        |
| スーザン・シェルビー   | パメラ・スー・マーティン | 岡本茉利                          | 玉川紗己子                                                            | 佐々木優子                                        | 折笠愛 | 潘めぐみ                                                      |
| ジョン牧師             | アーサー・オコンネル     | 田村錦人                          | 石井敏郎                                                              | 宮内幸平                                          | 松岡文雄 | 多田野曜平                                                    |
| ロビン・シェルビー     | エリック・シーア         | 柳田博                            | 池田真                                                                | 鈴木一輝                                          | 野沢雅子 | 三瓶由布子                                                    |
| ライナーコス           | フレッド・サドフ         | 仁内建之                          | 池田勝                                                                | （セリフなし）                                    | 仁内建之 | 堀内賢雄                                                      |
| 看護婦                 | シーラ・マシューズ       | 大方斐紗子                        | 片岡富枝                                                              | 片岡富枝                                          | 斉藤昌 （喜代原まり） | 寺依沙織                                                      |
| 船医                   | ジャン・アーヴァン       | 大久保正信                        | 伊井篤史                                                              | 石森達幸                                          | 宮内幸平 （落合弘治） |                                                               |
| ハリソン船長           | レスリー・ニールセン     | 中村正                            | 小林勝彦                                                              | 大木民夫                                          | 嶋俊介 （高宮俊介） | 野島昭生                                                      |
| 役不明その他           |                          | 峰恵研 野島昭生 飯塚昭三 仲木隆司 | 加藤正之 峰恵研 仁内建之 仲木隆司 広瀬正志 二又一成 大滝進矢 山本千鶴 | 藤本譲 小島敏彦 秋元羊介 嶋俊介 水鳥鉄夫 細井重之 | 有本欽隆 佐藤正治 幹本雄之 田原アルノ 山口健 吉水慶 藤城裕士 島香裕 田中亮一 高宮俊介 荒川太郎 飯塚昭三 好村俊子 渡辺美佐 追加録音版キャスト 遠藤純平 | 田村真 増元拓也 こばたけまさふみ 米倉希代子 村井雄治 上住谷崇 |

- TBS版：1976年10月11日『月曜ロードショー』（ノーカット）
  - 解説者の荻昌弘は、「そこにとどまるか前進するかといった時、必ず前進する方を選ぶ。しないかするかといったときは必ずする方を選ぶ、こうした考えがこの物語を力強いものにし、私たちを励ましてくれるわけなんです」と語っている。
2017年8月11日にムービープラスで再放送された。
- LD版：1982年2月21日にパイオニアより発売の二ヶ国語版レーザーディスクに収録。
- 日本テレビ版：1983年2月2日『水曜ロードショー』（約97分）
- テレビ朝日版： 1991年2月17日『日曜洋画劇場』（約95分） 
  - 解説者の淀川長治は、「私はこの映画を見るために生まれてきたといってもいいんですね」と語っている。
2014年2月15日WOWOWで放送された際にカット部分を、当時と同じく福永の演出で磯部、野沢らオリジナルキャスト（故人等諸事情で一部代役）が追加録音した「吹替補完版」が放送された[4]。
- BS-TBS版：2016年12月17日[5]（ノーカット）
- 20世紀フォックス ホーム エンターテイメント ジャパンの『吹替の帝王』シリーズ第14弾として、上記の全5種類の吹替版を収録した「ポセイドン・アドベンチャー 日本語吹替完全版 コレクターズ・ブルーレイボックス」が2018年11月3日に発売された。従来ソフト収録されていたテレビ朝日版は、WOWOWで放送された吹替補完版を収録。特典としてテレビ朝日版吹替台本、TBS版でレッド・バトンズの吹替を担当した羽佐間道夫のインタビュー集が付属している[6]。
- 2018年現在、『吹替の帝王』以前に発売されているDVDとBlu-ray Discには2時間枠で放送されたテレビ朝日版が収録されているため、約22分は字幕で対応する仕様となっている。

### その他
- 1972年版のオリジナル音声について。劇場公開時はマルチチャンネル収録版（6チャンネル）で公開されたが、映像ソフトでは長らくオリジナル音声が発売されておらず（VHS ステレオ収録）（LD  擬似ステレオ収録）（DVD 擬似ステレオ収録）（DVDコレクターズ版 ステレオ収録）、Blu-rayで初めてオリジナルのマルチチャンネルが収録された（DTS-HD マスターオーディオ〈ロスレス〉）。
- 1972年版のオリジナルサウンドトラックについて。枚数限定で発売されたが、一部のみSTEREO収録で、OP EDなどメインタイトルは、供にMONO音声で収録。
- 『吹替の帝王』仕様のブルーレイはメインメニュー機能が未搭載となっており、ディスクを入れてプレイヤーを起動させると自動的に本編が再生する仕組みである。

## スタッフ
- 監督：ロナルド・ニーム
- 製作：アーウィン・アレン
- 原作：ポール・ギャリコ『ポセイドン・アドベンチャー』
- 脚本：スターリング・シリファント、ウェンデル・メイズ
- 編集：ハロルド・F・クレス
- 撮影：ハロルド・E・スタイン
- 美術：ウィリアム・J・クレバー
- 特殊効果：L・B・アボット、A・D・フラワーズ
- 音楽：ジョン・ウィリアムズ
- 主題歌：「ポセイドン・アドベンチャーの歌(The Song from The Poseidon Adventure)」(The Morning After)
  - 作詞・作曲：アル・カシャ、ジョエル・ハーシュホーン
  - 歌：レネー・アーマンド（アンクレジット）

### 日本語版
- 日本語字幕：清水俊二（劇場公開版）[7]、佐藤一公（ソフト版）[8]

|      | TBS版              | LD版     | 日本テレビ版         | テレビ朝日版 （吹替補完版）           | BS-TBS版                   |
| ---- | ------------------ | -------- | -------------------- | ------------------------------------- | -------------------------- |
| 演出 | 山田悦司           | 伊達康将 | 松川陸               | 福永莞爾                              | 宇出喜美                   |
| 翻訳 | トランスグローバル | 佐藤一公 | 大野隆一             | 宇津木道子 （久保喜昭）               | 税田春介                   |
| 調整 | 杉原日出弥         |          | 近藤勝之             | 小野敦志                              | 並木晃                     |
| 効果 |                    |          | スリーサウンド       | リレーション                          |                            |
| 制作 | トランスグローバル | 東北新社 | コスモプロモーション | テレビ朝日／東北新社 （Planet Movie） | ブロードメディア・スタジオ |
| 解説 | 荻昌弘             |          | 水野晴郎             | 淀川長治                              |                            |

## その他
製作費1200万ドルは船のセット、転覆場面の撮影、1135万リットルの水に大半が消費されたという。まだコンピューターグラフィックの無い時代で全て実写であった。撮影には実在する豪華客船のクイーン・メリー号が使用された。
同年公開の『ゴッドファーザー』とほとんど同じ興行収入を記録する大ヒット作品となった。その結果、経営難にあった20世紀フォックスを立て直す存在となった。
またこの作品で当時パニック映画（ディザスター・フィルム）と呼ばれるジャンルが確立して、アーウィン・アレンを中心とするスタッフが、この時の特撮技術を活かし、2年後に『タワーリング・インフェルノ』を製作した。

## 受賞歴
- 第45回アカデミー賞

| 受賞               | 人物                                      |
| 歌曲賞（主題歌賞） | アル・カシャ ジョエル・ハーシュホーン     |
| 視覚効果賞         | L・B・アボット A・D・フラワーズ           |
| ノミネート         |                                           |
| 助演女優賞         | シェリー・ウィンタース                    |
| 撮影賞             | ハロルド・E・スタイン                     |
| 編集賞             | ハロルド・F・クレス                       |
| 美術賞             | ウィリアム・クレバー ラファエル・ブレトン |
| 衣裳デザイン賞     | ポール・ザストゥプネヴィッチ              |
| 作曲賞             | ジョン・ウィリアムズ                      |
| 録音賞             | セオドア・ソダーバーグ ハーマン・ルイス   |

- 英国アカデミー賞 主演男優賞：ジーン・ハックマン
- ゴールデングローブ賞 助演女優賞：シェリー・ウィンタース

## 続編、オマージュ、リメイク
同じくギャリコの小説を原作とした1979年の続編『ポセイドン・アドベンチャー2』も、本作と同様に豪華なキャスト陣で製作され、公開された。
『ポセイドン・アドベンチャー』は、2度リメイクされている。2005年に同名のテレビスペシャルとして、また2006年には『ポセイドン』というタイトルで劇場公開された。